# Antitype
Antitype är ett släkte av fjärilar som beskrevs av Jacob Hübner 1821. Antitype ingår i familjen nattflyn, Noctuidae.

## Dottertaxa tillAntitype, i alfabetisk ordning[1][2]
- Antitype africana Berio, 1939
- Antitype chi Linnaeus, 1758, Gråvitt klippfly
  - Antitype chi subcaerulea Graeser, 1889
- Antitype chionodes Boursin, 1968
- Antitype chosroes Brandt, 1938
- Antitype jonis Lederer, 1865
- Antitype suda Geyer, 1832
  - Antitype suda astfaelleri Schawerda, 1925
  - Antitype suda limpida Dannehl, 1929
  - Antitype suda schimae Schawerda, 1911